# هیلزبورو، شفیلد
هیلزبورو (به انگلیسی: Hillsborough) یک حومه شهر در بریتانیا است که در Sheffield واقع شده‌است. هیلزبورو ۷٬۲۵۵ نفر جمعیت دارد.